# Памир (литературная группа)
Пами́р — антикоммунистическое объединение сибирских литераторов в конце 1920-х — начале 1930-х годов. В историю русской литературы вошло «одним из самых крупных писательских дел задолго до 1937 года».

## История

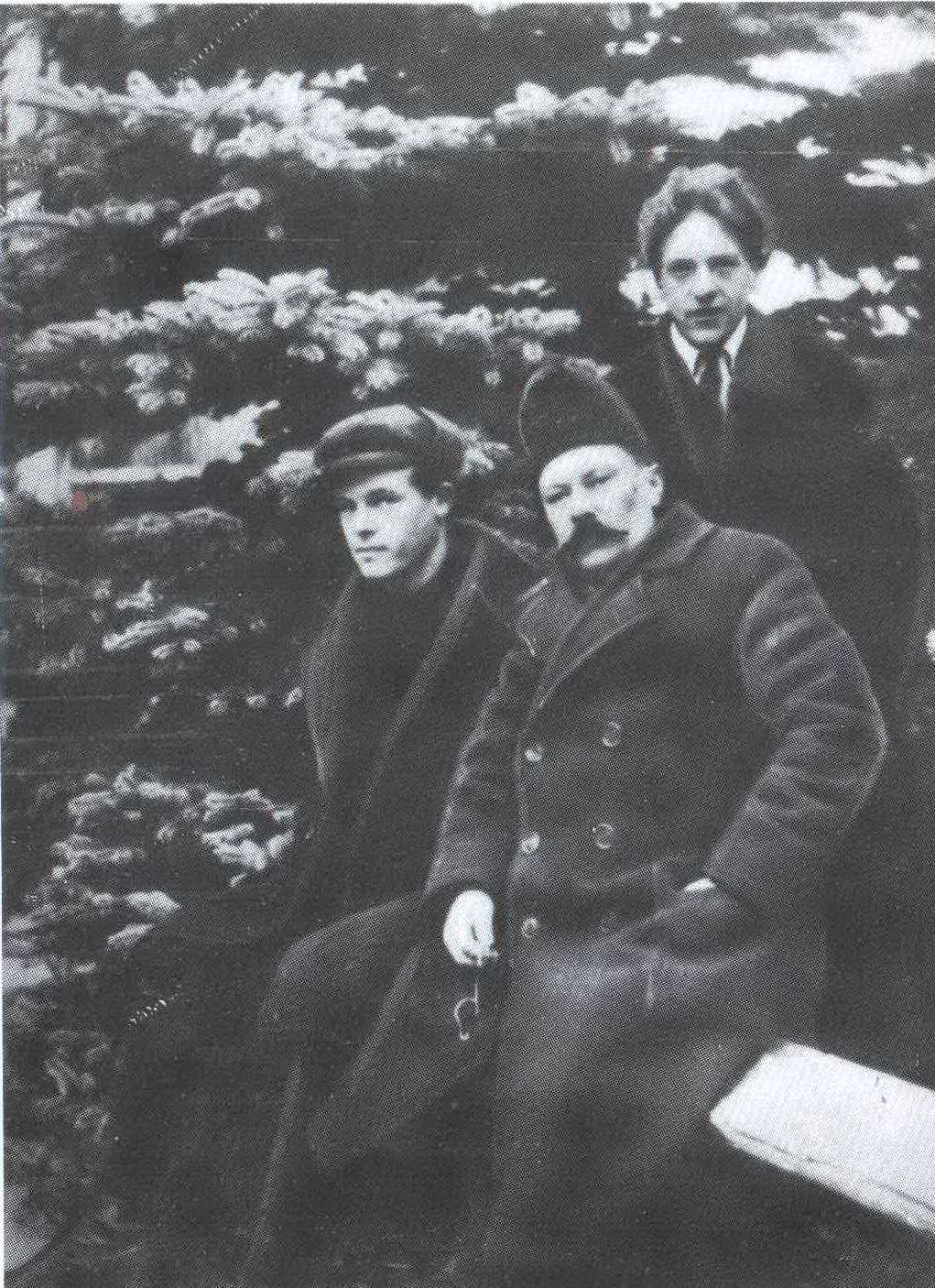
Л. Мартынов, С. Марков и Н. Феоктистов; конец 1920-х годов

Группа «Памир» возникла в Новосибирске в 1928 году по инициативе Н. И. Анова в противовес новосибирской ультралевой коммунистической группе «Настоящее». Основное ядро группы состояло из Николая Анова, Леонида Мартынова, Ивана Ерошина, Сергея Маркова и Николая Феоктистова. Главной задачей «Памира» была борьба с «партийным руководством литературной Сибирью» (из показаний Анова), а политическим идеалом — независимая Сибирь. Группа «Памир» продолжала и развивала традиции сибирских областников и белогвардейцев.
Название группы предложил Мартынов, рассматривая Памирские горы как один из геополитических векторов сибирского сепаратизма: именно вершины Памира мыслились перевалом при развитии Сибири на Юг и Восток, формировании различных коалиций с народами азиатских стран. Родное для Сергея Маркова Оренбургское казачье войско также планировалось «пристегнуть» к Сибирскому государству. Для многих «памирцев» было характерно глубокое уважение к адмиралу А. В. Колчаку, который был для них «Верховным Правителем России de jure, но de facto — главой независимой Сибири» вплоть до его смерти в 1920 году. Марков, Забелин и Мартынов посвятили Колчаку вдохновенные поэмы (при жизни авторов опубликованы не были). Кроме того, «памирцы» пропагандировали творчество колчаковских поэтов Ю. Сопова и Г. Маслова.
В 1929 году многие «памирцы» вынужденно перебрались в Москву, где группа возобновилась. Сибиряки попытались законно зарегистрировать литературное землячество, что в то время ещё было возможно. В марте 1929 года в Доме Герцена состоялся творческий вечер (участвовали Юрий Бессонов, Анов, Марков и Евгений Забелин), который так и остался единственным публичным выступлением «Памира». Платформа «Памира» сразу же подверглась критике руководством РАППа за областнические стремления. В дальнейшем встречи проходят на квартирах, чаще у Бессонова, который и ведёт протоколы собраний.
В конце 1929 года политическая обстановка в стране обострилась, и, как позднее указывал Анов на следствии, члены группы, «опасаясь открытого преследования, официально самораспустили себя», но в действительности группа продолжала существовать.

## «Сибирская бригада»
В 1930 году XVI съезд ВКП(б) ужесточил требования к писателям, после чего члены группы «Памир» активизировались. Были оповещены все московские сибиряки, и осенью 1930 года на квартире у Бессонова состоялось первое организационное собрание новой группы, которую решили назвать «Сибирская бригада». На собрании присутствовало восемь человек: Бессонов, Анов, Марков, Забелин, П. Васильев, Феоктистов, М. Скуратов и Л. Черноморцев. Мартынова включили заочно. Главным вопросом политической программы был вопрос о русском крестьянстве после коллективизации.

## Дело «Сибирской бригады»
Аресты по делу № 122613 «Сибирской бригады» начались в марте 1932 года: 4 марта был арестован Васильев (освобождён 28 мая), 7 марта — Забелин, 16 марта — Анов, 17 марта — Мартынов, 10 апреля — Марков (арестован во время командировки в Средней Азии), 14 апреля — Черноморцев (освобождён 13 июня).
ОГПУ квалифицировал «Сибирскую бригаду» как нелегальную контрреволюционную и антисоветскую организацию. В обвинительном заключении сказано: «Группа ставила своей задачей широкую антисоветскую агитацию… через художественные литературные произведения, обработку и антисоветское воспитание молодёжи из враждебных соцслоёв, расценивавшихся как актив а/с движений». Основу обвинения составили главным образом собственноручные подробные показания Васильева и Анова.
В допросах участвовал Николай Христофорович Шиваров, следователь Секретно-политического отдела ОГПУ, специализировавшегося прежде всего на писателях.
Отец и сын Куняевы полагают, что от расстрела писателей спасла «оттепель» 1932 года: возвращение Горького из Италии, подготовка и проведение всесоюзного съезда советских писателей. Но, возможно, имелись и другие причины.

### Приговор
Бессонов, Феоктистов, Скуратов к уголовной ответственности не привлекались. Черноморцева освободили первым с подпиской о невыезде из Москвы. Остальных — Анова, Забелина, Маркова, Васильева и Мартынова — привлекли к уголовной ответственности за антисоветскую агитацию по ст. 58-10 УК РСФСР и наказали высылкой в Северный край на три года. 28 мая Васильева освободили условно. Анова, Забелина и Маркова отправили с первым этапом в Архангельск, Мартынов выехал туда же в конце июля.

### После ссылки
Васильев и Забелин были арестованы повторно в конце 1937 года: первый был вскоре расстрелян, второй умер в лагере в 1943 году.
Все выжившие участники процесса старались не упоминать дело «Сибирской бригады» в дальнейшем. Выдержки из дела были впервые опубликованы (со многими неточностями) в 1992 году Станиславом Куняевым. Михаил Скуратов, поучаствовавший в первом собрании «Сибирской бригады», отзывался о группе «Памир» как о «юношеской блажи». Марков вообще утверждал, что никакого «Памира» не было. Как бы то ни было, по словам С. Куняева, это «было одно из самых крупных писательских дел задолго до 1937 года и потому представляет особый интерес для историков и литературоведов».